# Xavier Gramona Sande
Xavier Gramona Sande (Barcelona 1959 – 2023) fue un elaborador de vinos espumosos de larga crianza en la bodega familiar, y diulgador de la cultura del vino espumoso de calidad en general.

## Biografía
Se graduó en Ciencias Empresariales en Esade, en Barcelona y obtuvo un Master of Science en la London Business School. En Londres, amplió su experiencia profesional en los sectores bancario y del marketing.
Regresó a Barcelona para incorporarse al equipo directivo del negocio familiar en 1995, y amplió su formación con estudios de enología en el Institut Catalá de la Vinya i el Vi, y con un Máster en Aromas y Fraganciasen la Universidad Politécnica de Cataluña.
Junto con su primo Jaume Gramona,quinta generación de la familia, impulsaron el cambio de paradigmade los espumosos del Panadés. Hasta el inicio del s. XXI, existía la creencia de que los vinos espumosos elaborados en el Panadés sólo podían ofrecer juventud y frescura. La experiencia acumulada de la familia demostró que, especialmente los elaborados con la variedad charelo, tenían una gran capacidad para la larga crianza.Xavier Gramona fue el gran divulgador de este cambio conceptual, especialmente, a través de catas a ciegasde grandes espumosos de todo el mundo,con las que posicionó los vinos espumosos del Penedès en las mesas de la alta gastronomía.
Xavier Gramona fue uno de los impulsoresde la creación de la marca de garantía europea de espumosos de calidad Corpinnat,su primer presidente, y presidentehonorífico desde septiembre de 2023.
Persona inquieta y de extensa cultura, apoyó diversos proyectos de música, teatro y otras disciplinas artísticas. Fue miembro del comité ejecutivo de la Fundación Cataluña Cultura, entidad que promueve la cultura como factor de progreso del país. También apoyó a varias organizaciones sin ánimo de lucro.
Ejerció la vicepresidencia de Gramonay dirigió el área de mercado de la casa hasta su muerte, a consecuencia de un accidente en agosto de 2023. Su hijo Leonard, incorporado a la empresa en el 2018, al que ya había pasado el relevo de parte de sus responsabilidades, su primo Jaume y Roc, el hijo de éste, quedaron al frente de la dirección.